# Prudy (rejon stołpecki)
Prudy (biał. Пруды, Prudy; ros. Пруды, Prudy) – wieś na Białorusi, w obwodzie mińskim, w rejonie stołpeckim, w sielsowiecie Naliboki.

## Warunki naturalne
Wieś położona jest na obrzeżach Puszczy Nalibockiej, nad Szurą.

## Historia
W XIX i w początkach XX w. położone były w Rosji, w guberni wileńskiej, w powiecie oszmiańskim, w gminie Naliboki. Stanowiły wówczas siedzibę okręgu wiejskiego. 
Według Słownika Geograficznego Królestwa Polskiego (tom IX, 1888) wieś liczyła 293 mieszkańców w 35 domach, z czego 275 było katolikami, zaś 18 żydami. Znajdował się tu wówczas młyn wodny drewniany.
W dwudziestoleciu międzywojennym leżały w Polsce, w województwie nowogródzkim, w powiecie stołpeckim, w gminie Naliboki. W 1921 miejscowość liczyła 829 mieszkańców, zamieszkałych w 152 budynkach, wyłącznie Polaków. 827 mieszkańców było wyznania rzymskokatolickiego, zaś 2 prawosławnego.
W czasie II wojny światowej 2 mieszkańców miejscowości dołączyło do Zgrupowania Stołpeckiego Armii Krajowej.
Po II wojnie światowej w granicach Związku Sowieckiego. Od 1991 w niepodległej Białorusi.